# Безвучни надзубни фрикатив
Безвучни надзубни или алвеоларни фрикатив јесте сугласник који се користи у великом броју говорних језика. Симбол у Међународном фонетском алфабету који представља овај звук је //.
Тај глас је један од најчешћих гласова у светским језицима уопште. Ако неки језик има фрикативе, онда ће највероватније истовремено поседовати и фонему /ѕ/. Међутим постоје и изузеци (на пример туркменски језик. Поједини језици аустралијских домородачких народа, поседују фрикативе, међутим не и сибиланте ([s], [z], [ʃ], [tʃ], [dʒ], [ʒ]). Сибиланти, или у најмању руку сибилантни фрикативи су такође одсутни и у такозваним сесео дијалектима Андалузије, где [θ] замењује сугласник [s].

## Карактеристике
Карактеристике безвучног алвеоларног фрикатива:
- Начин артикулације је фрикативни, што значи да је произведен усмеравањем протока ваздушне струје из плућа низ језик до места артикулације, на коме је усредсређена на оштре ивице скоро стиснутих зуба, узрокујући високофреквентну турбуленцију.
- Место артикулације је алвеоларно што значи да врх језика додирује алвеоле.
- Фонација је безвучна, што значи да гласне жице не трепере током артикулације.

## Појава
Примери језика где се јавља ова фонема:
| Језик            | Језик                      | Реч                                                                    | ИПА                                                       | Значење         | Напомене                                                                       |
| ---------------- | -------------------------- | ---------------------------------------------------------------------- | --------------------------------------------------------- | --------------- | ------------------------------------------------------------------------------ |
| адигејски        | адигејски                  | сэ                                                                     |                                                           | 'ја'            |                                                                                |
| арапски          | књижевни стандард          | جَلَسَ                                                                    |                                                           | 'сести'         |                                                                                |
| јерменски        | источнојерменски дијалекат | սար                                                                    | [sɑɾ]ⓘ                                                    | 'планина'       |                                                                                |
| баскијски        | баскијски                  | [su] грешка: {{lang}}: текст има искошену назнаку (помоћ)              |                                                           | 'ватра'         | Апикални сугласник. Овај језик прави разлику између апикалног /s̺/ и ламиналног |
| бурмански        | бурмански                  | [?] грешка: {{lang}}: писмо: mymr није подржано за кôд: my (помоћ)     |                                                           | 'ја једем сада' |                                                                                |
| кинески          | кантонски                  | 閃 sim2                                                                |                                                           | 'светлуцати'    |                                                                                |
| кинески          | мандарински                | 三 sān                                                                 |                                                           | 'три'           |                                                                                |
| чешки            | чешки                      | [svět] грешка: {{lang}}: текст има искошену назнаку (помоћ)            |                                                           | 'свет'          |                                                                                |
| дански           | дански                     | [sælge] грешка: {{lang}}: текст има искошену назнаку (помоћ)           |                                                           | 'продати'       |                                                                                |
| холандски        | стандардни                 | [steen] грешка: {{lang}}: текст има искошену назнаку (помоћ)           |                                                           | 'камен'         |                                                                                |
| холандски        | холандски                  | [zijn] грешка: {{lang}}: текст има искошену назнаку (помоћ)            |                                                           | 'бити'          | У дијалектима који спајају и у једну фонему .                                  |
| холандски        | фризијски                  | [zijn] грешка: {{lang}}: текст има искошену назнаку (помоћ)            | Алофон фонеме на почетку речи и иза безвучних сугласника. | 'бити'          |                                                                                |
| енглески         | енглески                   | [sand] грешка: {{lang}}: текст има искошену назнаку (помоћ)            |                                                           | 'песак'         |                                                                                |
| ферјарски        | ферјарски                  | [sandur] грешка: {{lang}}: текст има искошену назнаку (помоћ)          |                                                           | 'песак'         |                                                                                |
| фински           | фински                     | [sinä'] грешка: {{lang}}: текст има искошену назнаку (помоћ)           |                                                           | 'ти'            |                                                                                |
| француски        | француски                  | [façade]]] грешка: {{lang}}: текст има искошену назнаку (помоћ)        |                                                           | 'чело'          |                                                                                |
| грузијски        | грузијски                  | სამი]]                                                                 |                                                           | 'три'           |                                                                                |
| немачки          | немачки                    | [Biss] грешка: {{lang}}: текст има искошену назнаку (помоћ)            |                                                           | 'ујед'          |                                                                                |
| грчки            | атински дијалект           | [σαν san] грешка: {{lang}}: текст има искошену назнаку (помоћ)         |                                                           | 'као'           |                                                                                |
| хебрејски        | хебрејски                  | ספר                                                                    |                                                           | 'књига'         |                                                                                |
| Хинду            | Хинду                      | [साल] грешка: {{lang}}: писмо: deva није подржано за кôд: hi (помоћ)    |                                                           | 'година'        |                                                                                |
| мађарски         | мађарски                   | [sziget] грешка: {{lang}}: текст има искошену назнаку (помоћ)          |                                                           | 'острво'        |                                                                                |
| италијански      | италијански                | [sali] грешка: {{lang}}: текст има искошену назнаку (помоћ)            |                                                           | 'идеш до'       |                                                                                |
| јапански         | јапански                   | 複数形 [fukusūkē] грешка: {{lang}}: текст има искошену назнаку (помоћ) |                                                           | 'множина'       |                                                                                |
| кабардински      | кабардински                | сэ                                                                     |                                                           | 'ја'            |                                                                                |
| корејски         | корејски                   | [소 so] грешка: {{lang}}: текст има искошену назнаку (помоћ)           |                                                           | 'во'            |                                                                                |
| македонски       | македонски                 | скока]]                                                                |                                                           | 'скок'          |                                                                                |
| малајски         | малајски                   | [satu] грешка: {{lang}}: текст има искошену назнаку (помоћ)            |                                                           | 'један'         |                                                                                |
| малтешки         | малтешки                   | [iebes] грешка: {{lang}}: текст има искошену назнаку (помоћ)           |                                                           | 'тврдо'         |                                                                                |
| маратхи          | маратхи                    | सपाट                                                                    |                                                           | 'равно'         |                                                                                |
| норвешки         | норвешки                   | [sand] грешка: {{lang}}: текст има искошену назнаку (помоћ)            |                                                           | 'песак'         |                                                                                |
| окситански       | лимузински                 | maichent                                                               |                                                           | 'лоше'          |                                                                                |
| пољски           | пољски                     | [sum] грешка: {{lang}}: текст има искошену назнаку (помоћ)             | [s̪um] ⓘ                                                   | 'сом'           |                                                                                |
| персијски        | персијски                  | سیب/sib                                                                |                                                           | 'јабука'        |                                                                                |
| португалски      | португалски                | [caço] грешка: {{lang}}: текст има искошену назнаку (помоћ)            |                                                           | 'ловим'         |                                                                                |
| румунски         | румунски                   | [surd] грешка: {{lang}}: текст има искошену назнаку (помоћ)            |                                                           | 'глув'          |                                                                                |
| руски            | руски                      | волосы                                                                 | [ˈvoləsɨ]ⓘ                                                | 'коса'          | Разликује обичну и палатализовану варијанту.                                   |
| словачки         | словачки                   | [svet] грешка: {{lang}}: текст има искошену назнаку (помоћ)            |                                                           | 'свет'          |                                                                                |
| шпански          | латиноамерички             | [saltador] грешка: {{lang}}: текст има искошену назнаку (помоћ)        |                                                           | 'скакач'        |                                                                                |
| шведски          | шведски                    | [säte] грешка: {{lang}}: текст има искошену назнаку (помоћ)            |                                                           | 'седиште'       |                                                                                |
| тода             | тода                       |                                                                        |                                                           | 'новац'         |                                                                                |
| турски           | турски                     | [su] грешка: {{lang}}: текст има искошену назнаку (помоћ)              |                                                           | 'вода'          |                                                                                |
| украјински       | украјински                 | село                                                                   |                                                           | 'село'          |                                                                                |
| Урду             | Урду                       | [] грешка: {{lang}}: нема текста (помоћ)                               |                                                           | 'година'        |                                                                                |
| вијетнамски      | вијетнамски                | [xa] грешка: {{lang}}: текст има искошену назнаку (помоћ)              |                                                           | 'далеко'        |                                                                                |
| западнофризијски | западнофризијски           | [sâlt] грешка: {{lang}}: текст има искошену назнаку (помоћ)            |                                                           | 'со'            |                                                                                |
| нуосу            | нуосу                      | ꌦ [sy] грешка: {{lang}}: текст има искошену назнаку (помоћ)           |                                                           | 'умрети'        |                                                                                |